# 夫婦以上、恋人未満。
『夫婦以上、恋人未満。』（ふうふいじょう、こいびとみまん）は、金丸祐基（カナマル ユキ）による日本の漫画作品。『ヤングエース』（KADOKAWA）にて2018年4月号（2018年3月2日発売）より連載中。略称は『ふうこい』。同誌2025年5月号より長期休載している。
高校生の男女が授業の一環で疑似的な夫婦として生活させられる高校を舞台に、主人公とヒロインが、互いに片思いの相手とペアを組むべく夫婦を演じることから始まる恋愛模様を描いたラブコメディ作品。2023年11月時点で電子版を含めた単行本の累計発行部数は150万部を突破している。

## あらすじ
自身をリア充ではないと自認している高校生の薬院次郎は、通学先の青瞬学院の伝統として行われる授業「夫婦実習」で、自分と正反対の立場にいる渡辺星とペアになる。星のようなギャルが苦手で、初恋相手の桜坂詩織と一緒になる希望が叶わず落胆する次郎だったが、詩織のペアで意中の相手である天神岬波と組みたい星からの提案で、成績上位者に与えられるペア交換の権利を得るべく、疑似夫婦としての生活に取り組む。当初は点数を稼ぐべくファーストキスなど様々な取り組みを実践する次郎と星だったが、生活の中で性格や考えを理解し合うことで図らずも仲が深まり、当初の目的とは裏腹に互いに好意を抱くようになる。

## 登場人物
声の項はテレビアニメ版の声優。
キャラクターの苗字は福岡市内の鉄道駅に由来している。
薬院 次郎（やくいん じろう）
声 - 山下誠一郎
本作の主人公。長身で、小学校時代は足が速かった。青瞬学院に在籍する高校3年生。自他ともに認める影の薄い根暗な性格だが、幼馴染みで初恋の相手である詩織への想いを一途に持ち続けている。
所作が下品という理由でギャルを苦手としており、夫婦実習で組むことになった星に対しても当初は良い感情を抱いていなかった。しかし、星の年相応な姿を見る内に印象が変化していき、日ごとに大きくなっていく星への好意と、以前から抱き続けてきた詩織への気持ちの間で煩悶する。
渡辺 星（わたなべ あかり）
声 - 大西沙織
本作のヒロイン。ピンク色の髪を始めとする派手な見た目が特徴のギャルで、周囲からもスタイルや容姿の良さを評価される。楽観的かつ強気な性格だが、色恋に関しては純粋で、経験も少ない。
憧れを抱く岬波とペアになるべく、利害の一致から次郎と疑似夫婦を演じる。当初からポイント稼ぎのために積極的な行為を繰り返すが、次郎の優しい一面を知るうちに本気の恋愛感情を抱くようになる。
次第に岬波よりも次郎の存在を求めるようになり、泊まり込みバイトにおいて岬波に振られ次郎への恋心を自覚すると共に、次郎への恋を頑張ると決める。
桜坂 詩織（さくらざか しおり）
声 - 宮下早紀
次郎たちのクラスメイトである女子生徒。幼なじみの次郎に対して恋愛感情を抱いているが、関係の崩壊を恐れて口には出さず、良き友人関係を継続している。しかし、夫婦実習を通して次郎との距離が離れていくことに危機感を抱き始めている。
夫婦実習が始まった当初は緊張からポイントを稼げずにいたが、次郎への想いを成就させるべく岬波との疑似夫婦関係に積極的に取り組み、次郎に対してぎこちなくもアプローチをかけ始める。
天神 岬波（てんじん みなみ）
声 - 増田俊樹
次郎たちのクラスメイトで、星が片思いしている男子生徒。周囲が認めるほど整った容姿と、それに胡坐をかくことなく周囲と分け隔てなく接する良識的な性格の持ち主。
賀茂の兄が勤めるカフェでバイトをしている。
夫婦実習では詩織とペアを組み、次郎に淡い思いを抱く彼女の気持ちを知ってからは協力的な立場をとる。星が自身に向ける想いには気づいているが、実ることのない恋をしたことがきっかけで、新しい関係構築には消極的な姿勢でいる。泊まり込みバイトにおいて、星に自分への想いに気づいていることを告白し、星を振る。
賀茂 貞春（かも さだはる）
声 - 野上翔
次郎の友人。セミロングの髪と眼鏡が特徴で、本編以前から似た趣味を持つ次郎とつるんでいる。カフェに勤める兄がいる。
夫婦実習では授業の一環と割り切ったうえで卒業に足るだけの生活を行いつつ、友人として次郎の恋愛関係を見守る。
重度のゲーマーであり、次郎が頼み事をする際はソーシャルゲームのガチャの代金でやり取りをしている。
高宮 サチ（たかみや さち）
声 - 髙橋ミナミ
星の友人で、陽キャギャル仲間の一人。長身のポニーテール。そつなく夫婦実習をこなす。交友関係が広くさばけた性格で、星やナツミたちにアドバイスを送る。星やナツミに彼氏を紹介したくないらしく、何かを抱えている様子。
大橋 ナツミ（おおはし なつみ）
声 - 和氣あず未
星の友人で、陽キャギャル仲間の１人。他校に“リョーくん”という彼氏がいる。
浜野 めい（はまの めい）
声 - 小倉唯
詩織の親友。陸上部の部長で、左膝にサポーターをしている。ボーイッシュな容姿と性格で女子、とくに後輩から好意を寄せられることが多い。詩織の恋を応援し、積極的な行動を後押しする。
寺船 周（てらふね しゅう）
声 - 内田修一
岬波の友人で、やや小柄な体格で快活。めいと夫婦実習ペアを組んでいる。星に気がある様子をみせる。
賀茂 恵一朗（かも けいいちろう）
声 - 小西克幸
賀茂の兄で、岬波の勤めるカフェの店長をしている。岬波の恋の事情を知っており、岬波を心配している。
まなみ
声 - 山田美鈴
浜野めいに告白した女子生徒。
さつき
貞春の夫婦実習のパートナーで、陸上部の副部長。
担任
声 - 山村響
クラス担任
獅（れお）＆陽葵（ひまり）
たいよう幼稚園に通う次郎のいとこ。
桜坂 健太（さくらざか けんた）
詩織の弟。
天神 湊音（てんじん みなと）
岬波の兄。
橋本 マリン（はしもと まりん）
声 - 小倉唯
貞春の二次元嫁。ソーシャルゲームの登場人物であり、貞春はこのキャラのSSRランクの入手を目的にガチャを回している。

## 設定
夫婦実習（ふうふじっしゅう）
主要人物たちが通う青瞬学院の伝統的な実習で、学校側が決めた男女のペアで実習アパートに入居し、疑似的な夫婦生活をするという制度。アパートの様子は自室、風呂、トイレを除いて常に監視カメラで撮影され、夫婦にそぐわない行為が認められた場合は減点の対象となる。授業の一環であるため評価が悪かった場合卒業が危うくなるが、学生であることから一線を越えた関係にならないように念押しがなされ、寝室も別かつ本人の指紋認証でしか入れない仕組みになっている。毎月末に発表される成績で上位10名（Aランク）に入った者はペア交換の権利が与えられ、ボーナスポイントの付与もあることから大抵の学生が交換を望むケースが多いとされる。
青瞬学院高等学校
もとは学校名を浜高といい、男子校の岸高、女子高の桃ノ花（桃女）と比べて冴えなかったものの、夫婦実習を先行導入し青瞬学院と名前を変え、校舎を建て替えて校風が変わったと噂される。

## 書誌情報
- 金丸祐基 『夫婦以上、恋人未満。』KADOKAWA〈角川コミックス・エース〉、既刊13巻（2025年3月4日現在）
  1. 2018年10月26日発売[10]、ISBN 978-4-04-107484-8
  2. 2019年3月26日発売[11]、ISBN 978-4-04-108019-1
  3. 2019年9月26日発売[12]、ISBN 978-4-04-108590-5
  4. 2020年4月3日発売[13]、ISBN 978-4-04-109101-2
  5. 2020年11月4日発売[14]、ISBN 978-4-04-110704-1
  6. 2021年6月4日発売[15]、ISBN 978-4-04-111364-6
  7. 2021年12月3日発売[16]、ISBN 978-4-04-112113-9
  8. 2022年5月2日発売[17]、ISBN 978-4-04-112483-3
  9. 2022年10月4日発売[18]、ISBN 978-4-04-112962-3
  10. 2023年5月2日発売[19][20]、ISBN 978-4-04-112962-3 / ISBN 978-4-04-113389-7（トランプ付き特装版）
  11. 2023年12月4日発売[21]、ISBN 978-4-04-114240-0
  12. 2024年6月4日発売[22]、ISBN 978-4-04-114995-9
  13. 2025年3月4日発売[23]、ISBN 978-4-04-115933-0

## テレビアニメ
2021年11月22日（いい夫婦の日）にアニメ化企画が進行中であることが発表され、2022年10月から12月までAT-Xほかにて放送された。studio MOTHERにとって、テレビアニメ初の単独元請制作作品となる。
アニメ化にあたってはスタッフが福岡の市街地でロケを行ったと原作者の金丸は語っている。

### スタッフ
- 原作 - 金丸祐基[9]
- 総監督 - 加戸誉夫[9]
- 監督 - 山元隼一[9]
- シリーズ構成 - 荒川稔久[9]
- キャラクターデザイン - 小林千鶴[9]
- プロップ設定 - 坂﨑忠、鶴窪久子、堀たえ子
- 色彩設計 - ながさか暁[9]
- 美術監督 - 阿久澤奈緒子[9]
- 美術設定 - 阿久澤奈緒子、瀬理実穂
- 撮影監督 - 高畠美里[9]
- 3DCGディレクター - 上地正祐
- 編集 - 茶圓一郎[9]
- 音響監督 - 山口貴之[9]
- 音楽 - 羽深由理[9]
- 音楽制作 - ランティス[9]
- プロデューサー - 金丸裕、磯谷徳知、竹山茂人、日比隆博、小澤文啓、見市敏之
- アニメーションプロデューサー - 石田麻菜美
- アニメーション制作 - studio MOTHER[9]
- 製作 - 青瞬学院[9]

### 主題歌
「TRUE FOOL LOVE」
Liyuuによるオープニングテーマ。作詞・作曲はTAKUYA、編曲は本間昭光。
「Stuck on you」
Nowluによるエンディングテーマ。作詞・作曲・編曲は春野。
「Swallows」
Nowluによるエンディングテーマ。作詞・作曲・編曲は春野。

### 各話リスト
| 話数 | サブタイトル             | 脚本     | 絵コンテ | 演出     | 作画監督                                                                                 | 総作画監督 | 初放送日       |
| ---- | ------------------------ | -------- | -------- | -------- | ---------------------------------------------------------------------------------------- | ---------- | -------------- |
| #01  | 同居以上、同棲未満。     | 荒川稔久 | 山元隼一 | 山元隼一 | 岸本誠司 堀たえ子 小林千鶴                                                               | 小林千鶴   | 2022年 10月9日 |
| #02  | 妄想以上、現実未満。     | 荒川稔久 | 松島弘明 | 松島弘明 | 乘田拓茂 川村拓哉 前田明寿 堀たえ子 小林千鶴 Triple A                                    | 小林千鶴   | 10月16日       |
| #03  | 破局以上、復縁未満。     | 丸川直子 | 加戸誉夫 | 広嶋秀樹 | 千葉茂 佐野恵理 岡田万衣子                                                               | 岡田万衣子 | 10月23日       |
| #04  | 勇者以上、主人公未満。   | 大東大介 | 内沼菜摘 | 内沼菜摘 | 岸本誠司 堀たえ子 小林千鶴 坂上怜司                                                      | 小林千鶴   | 10月30日       |
| #05  | 鼻血以上、キス未満。     | 荒川稔久 | 大槻敦史 | 加戸誉夫 | 山岡信一 坂﨑忠                                                                          | 小林千鶴   | 11月6日        |
| #06  | 童貞以上、処女未満。     | 荒川稔久 | 松島弘明 | 松島弘明 | 寧波麦冬映画 世欣东方文化传媒 アート・ベース・バン                                       | 小林千鶴   | 11月13日       |
| #07  | 花火以上、抱擁未満。     | 荒川稔久 | 山元隼一 | 内沼菜摘 | 小林千鶴 乘田拓茂                                                                        | 小林千鶴   | 11月20日       |
| #08  | 哀願以上、安心未満。     | 荒川稔久 | 内沼菜摘 | 内沼菜摘 | 小林千鶴 坂﨑忠 坂上怜司 堀たえ子 岸本誠司 山岡信一                                      | 小林千鶴   | 11月27日       |
| #09  | 幼なじみ以上、本命未満。 | 丸川直子 | 加戸誉夫 | 広嶋秀樹 | 田中誠輝 阿形大輔 服部憲次 平山英嗣 岡田万衣子                                           | 岡田万衣子 | 12月4日        |
| #10  | already以上、yet未満。   | 大東大介 | 大槻敦史 | 広嶋秀樹 | 田中誠輝 阿形大輔 服部憲次 小島智加 岡田万衣子 渡辺佳奈子 Hotline Triple A K-Production  | 岡田万衣子 | 12月11日       |
| #11  | 告白以上、失恋未満。     | 荒川稔久 | 山元隼一 | 松島弘明 | 高成喆 堀たえ子 岸本誠司 小林千鶴 趙杰 張金浩 徐学文 柳昇希 朴在石                       | 小林千鶴   | 12月18日       |
| #12  | 以上、恋愛未満。         | 荒川稔久 | 山元隼一 | 竹内雅人 | 乘田拓茂 堀たえ子 岸本誠司 山岡信一 坂﨑忠 前田明寿 小林千鶴 柳昇希 朴在石 金慶鎬 李官雨 | 小林千鶴   | 12月25日       |

### 放送局
| 放送期間                  | 放送時間                     | 放送局     | 対象地域 | 備考                                 |
| ------------------------- | ---------------------------- | ---------- | -------- | ------------------------------------ |
| 2022年10月9日 - 12月25日  | 日曜 22:00 - 22:30           | AT-X       | 日本全域 | 製作参加 / CS放送 / リピート放送あり |
| 2022年10月10日 - 12月26日 | 月曜 0:30 - 1:00（日曜深夜） | TOKYO MX   | 東京都   |                                      |
|                           |                              | サンテレビ | 兵庫県   | 製作参加                             |
|                           | 月曜 0:45 - 1:15（日曜深夜） | KBS京都    | 京都府   |                                      |
| 2022年10月12日 - 12月28日 | 水曜 0:00 - 0:30（火曜深夜） | BS11       | 日本全域 | BS放送 / 『ANIME+』枠                |

インターネットはABEMAにて2022年10月9日より毎週日曜日23時から配信され、その後ニコニコ生放送、ニコニコチャンネル、dアニメストア、GYAO!、ひかりTV、FOD、バンダイチャンネル、Hulu、TELASA、J:COMオンデマンドメガパック、milplus見放題パックプライム、アニメ放題、Amazon Prime Video、U-NEXT、Rakuten TV、DMM.com、music.jp、ビデオマーケット、HAPPY!動画、クランクイン!ビデオにて2022年10月16日以降より毎週日曜23時以降に配信される。

### BD / DVD
| 巻 | 発売日        | 収録話         | 規格品番    | 規格品番   |
| 巻 | 発売日        | 収録話         | Blu-ray BOX | DVD BOX    |
| -- | ------------- | -------------- | ----------- | ---------- |
| 上 | 2023年2月22日 | 第1話 - 第6話  | KAXA-8471   | KABA-11261 |
| 下 | 2023年3月24日 | 第7話 - 第12話 | KAXA-8472   | KABA-11262 |